# 小磯声明
小磯声明（こいそせいめい、旧字体：小磯聲明󠄁）とは、太平洋戦争（大東亜戦争）中、1944年9月7日に当時の小磯國昭首相が発した、「東印度」（インドネシア）に対する「将来の独立認容」をうたった声明である。

## 背景

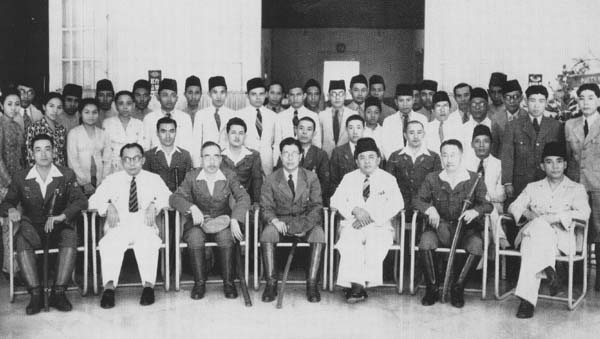
インドネシア民族主義者と日本軍政部

太平洋戦争（大東亜戦争）中のジャワは、南方の資源確保、特に石油の入手のために南方共栄圏の最重要地域として位置づけられていた。現地侵攻の際、解放軍として振る舞った日本軍は、オランダによって流刑・収監されていたスカルノやハッタ、シャフリルら現地の民族運動指導者を解放し、彼らとの協調によって軍政を実施することを基本方針としていた。
その後、1943年1月28日、当時の日本の首相、東條英機が帝国議会においてビルマとフィリピンの独立承認を明らかにした際も、やはりインドネシア独立について触れることはなかった。また、5月31日の御前会議では、極秘扱いのもと、旧蘭領は日本帝国の永久確保地域とされた。

## 小磯声明の発表

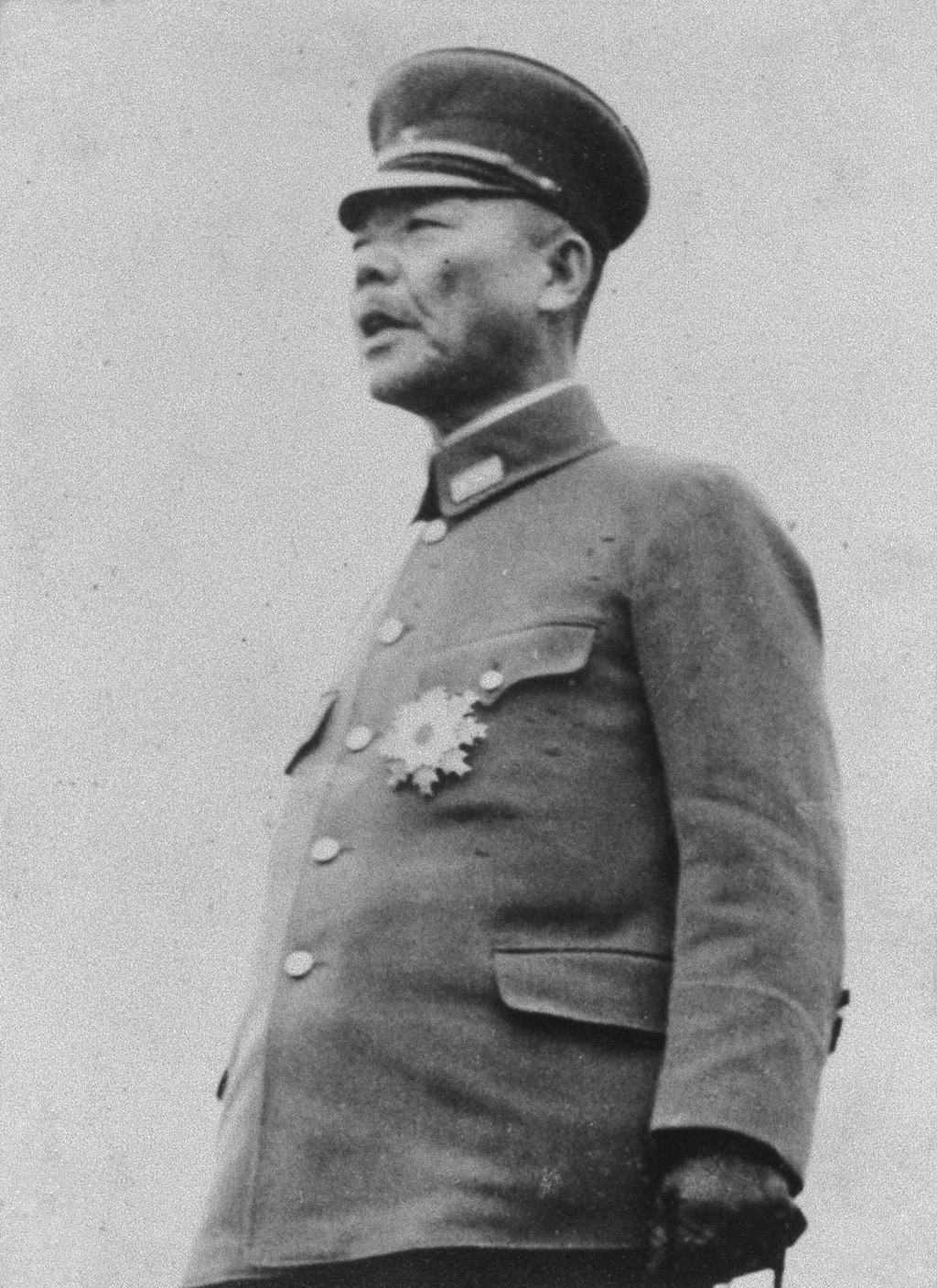
小磯國昭

しかし、1944年の中頃になると、南方の日本軍は危機的な状況に陥り、対日感情の悪化が色濃く見られ始めたインドネシア人の民心をつなぎ止めるため、1944年9月7日、ついに小磯國昭首相によって「東印度」に対する「将来の独立許容」をうたう小磯声明が発表された。

「帝󠄁國ハ東印度民族永遠󠄁ノ福󠄁祉󠄁ヲ確保スル爲メ、將來其ノ獨立ヲ認󠄁メントスルモノナルコトヲ茲ニ聲明󠄁スルモノデアリマス」

この声明は、第85帝国議会における施政方針演説においてなされたものである。

## 声明の影響

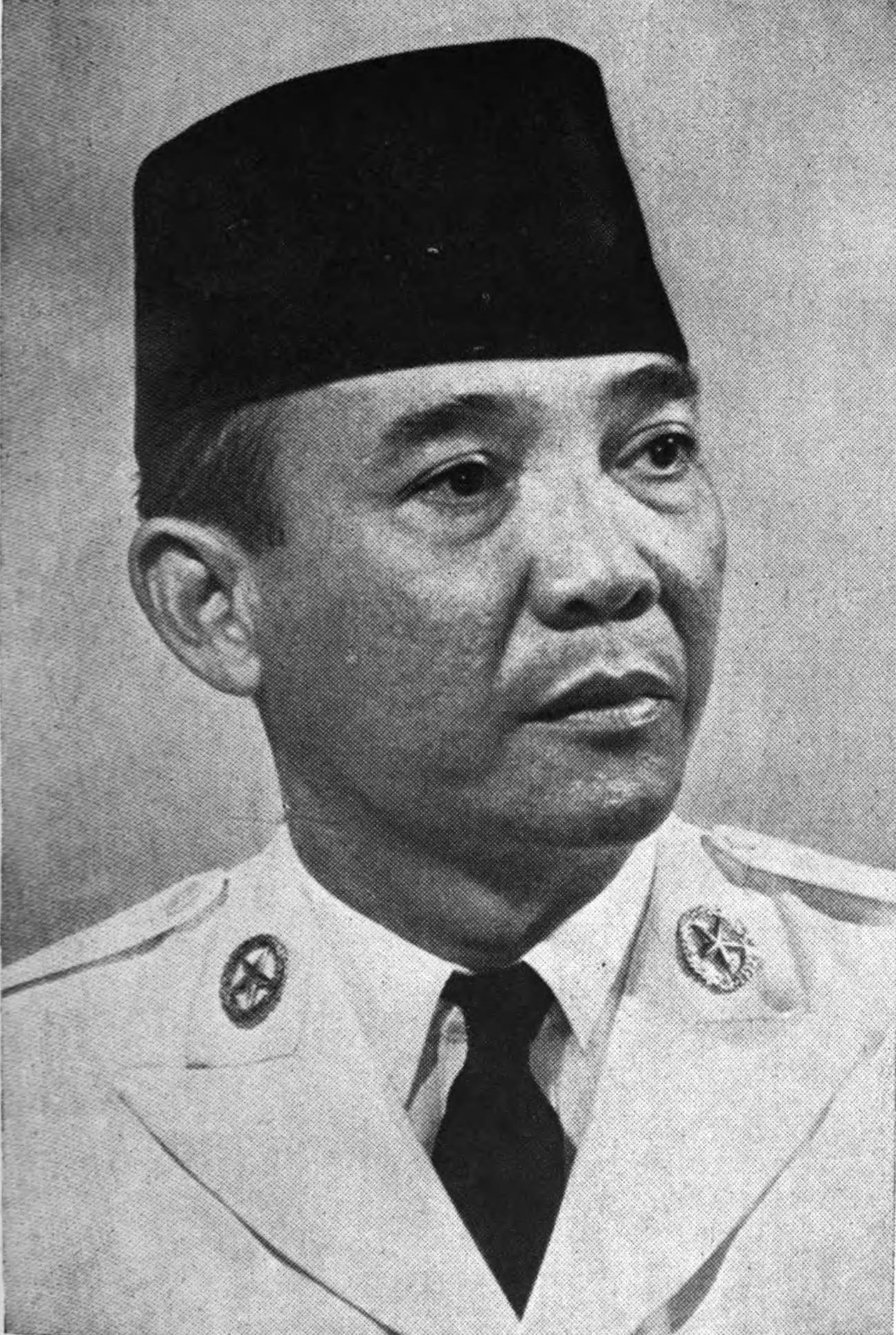
スカルノ

当時の日本軍政部の反応として、占領期ジャワにおける軍政監部総務部企画課の政務班長の職にあった斎藤鎮男は、「住民の民度亦相当低度〔であるにもかかわらず〕此の地に独立が認容せられたと云うことは、世界史上将に驚嘆に価する」ものであり、「帝国肇国の国是が如何に道義的にして、大東亜戦争の目的が如何に神聖」であるかの証であるとし、インドネシア人を鍛錬し、指導するのが日本に課せられた使命であるとみた。
また、小磯声明を受けて、海軍武官府では、代表の前田精少将を中心として独自に「独立養成塾」が設置され、その運営のすべてがインドネシア人に委ねられることになり、西部ジャワの貴族出身の弁護士で独立後の初代外務大臣となったスバルジョが代表に就任した。この養成塾では、民族主義者が集い、スカルノが政治史、ハッタが経済学、シャフリルがアジア史と社会主義の講義を担当するなど、活発な議論が交わされた。また、バリ島では三浦襄が独立に向けて奔走した。
しかし、軍部の主流派は、日本人が「大愛を以て此の民族を導く以外に〔独立は〕あり得」ないと判断しており、インドネシア人による独立に向けた活動をなかなか認めようとしなかった。そこで、スカルノらは、民族主義勢力の圧力を背景に、慎重な態度ながらも、インドネシア独立準備委員会の設置をたびたび、訴えることになった。1945年2月には、ジャワのブリタルの郷土防衛義勇軍兵士が、政治的指導を乗り越え、日本軍に対する不満を爆発させて反乱をおこした。そして、同年3月、すでに南方と本土の補給線が断たれていた日本は、インドネシアに対して独立の要望を無視して戦争協力を求め続けることが限界に達したことを認め、独立準備調査会の設置を発表することになった（正式の発足は5月）。
この調査会のなかでは、スカルノやハッタらが中心となって独立後の憲法を審議し、同年7月17日の最高戦争指導会議によるインドネシア独立方針の決定を受け、8月7日には、ついにスカルノを主席とする独立準備委員会の発足が発表されるに至った。この独立準備委員会は、「急進派を先頭とする民族主義勢力が、軍当局に対し妥協・協力をする反面、人民の盛り上がる力を足場とし、そして日本軍の戦場での敗北を利用しながら、軍当局に対する圧力を強めていって、ついに獲得したものにほかならなかった」。
したがって、戦後の斎藤の回想によれば、小磯声明後の独立運動は、「日本占領下にあったとは云え、最早日本の政治力の握力より超脱し、独自の軌道を走駆していたと観るべき」ものとなっていたのである。ただし、斎藤の述懐した当時の状況では、インドネシア独立への日本の公的関与が明らかになれば天皇制の存続にまで累が及ぶ虞があったことを念頭に置く必要もある。